# ديشار مشطي
ديشار مُشْطيّ (الاسم العلمي: Pecopteris) وهو شكل جنسي شائع جدًا من أوراق النبات. ترتبط معظم أوراقه وسعفه بشجرة ماراتية السرخس المارسياني.

## معرض صور

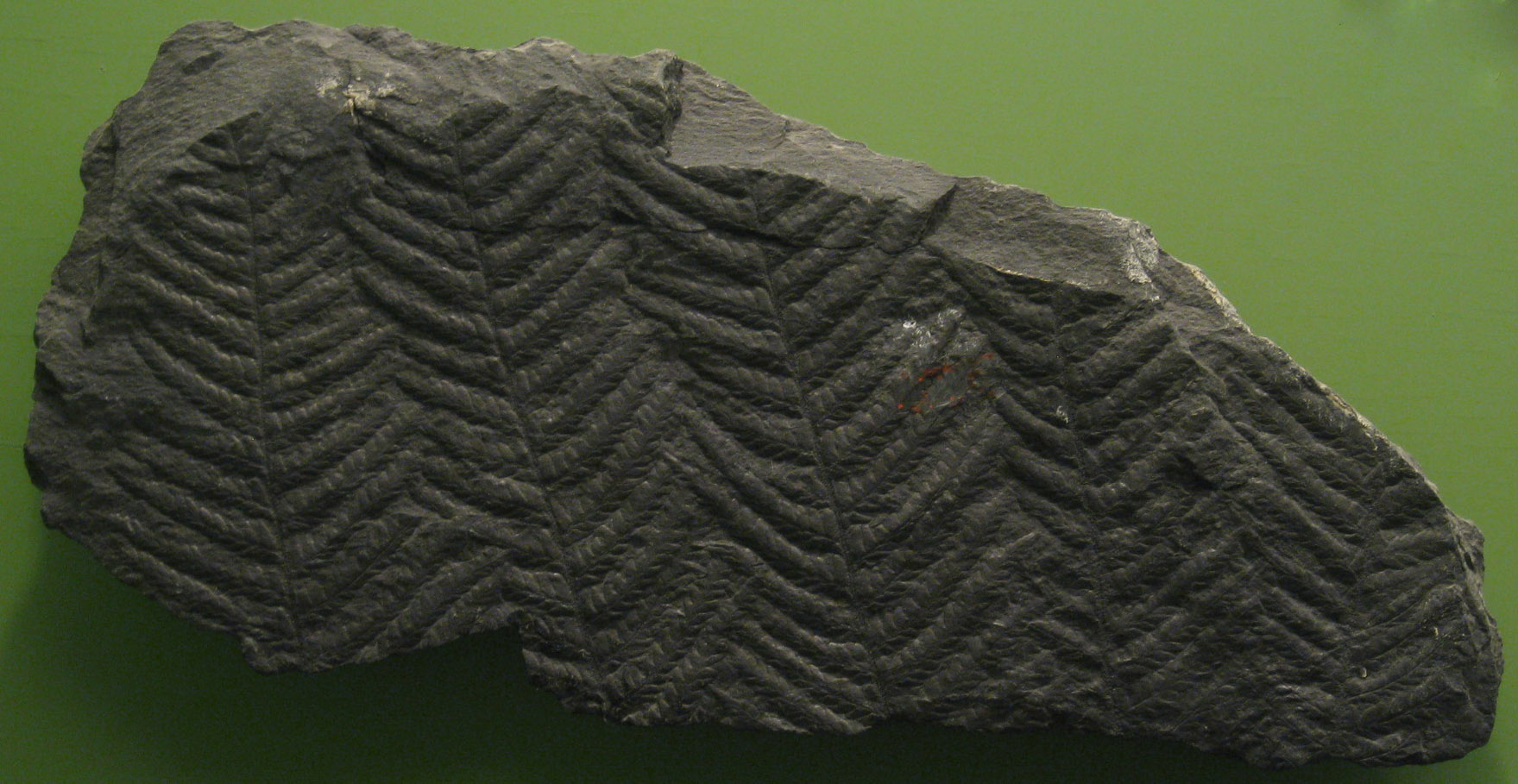
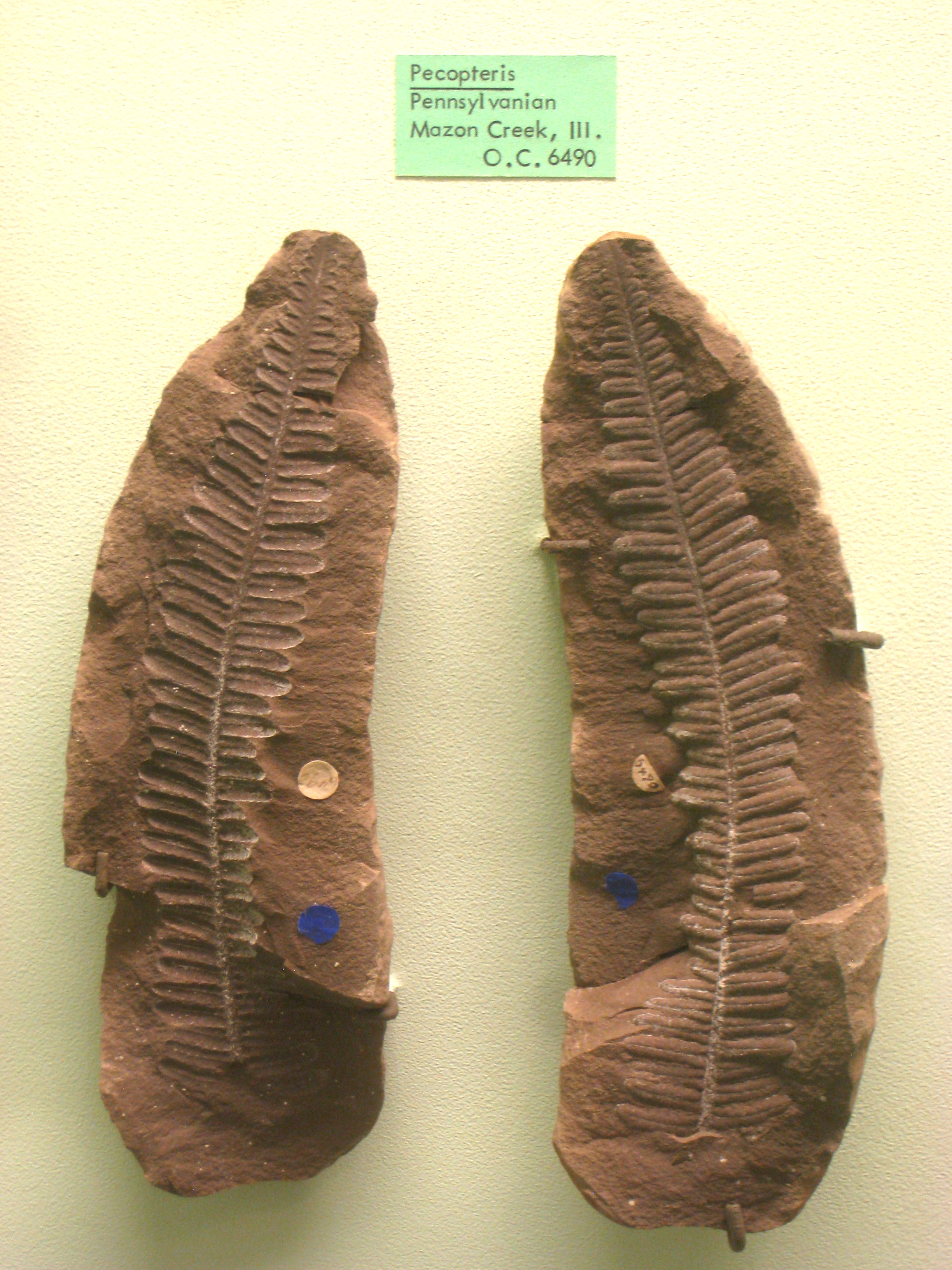
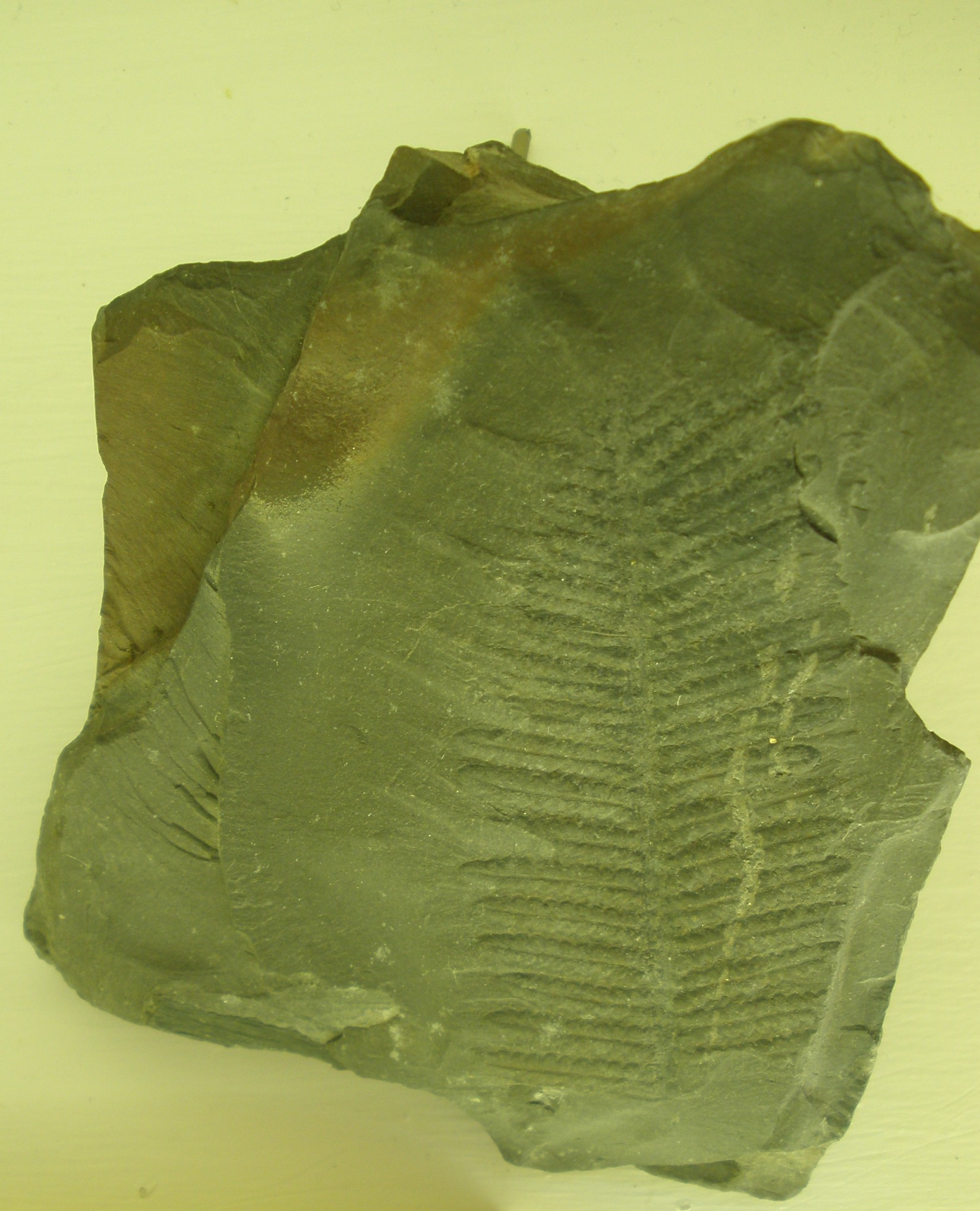